# سورپرایز (گروه)
سورپرایز (کره‌ای: 서프라이즈؛ انگلیسی: 5urprise) نخستین گروه بازیگر اهل کره جنوبی با پنج عضو بود: یو ایل، سو کانگ جون، گونگ میونگ، کانگ ته اوه و لی ته هوان.

## تاریخچه
سورپرایز در سپتامبر ۲۰۱۳ توسط فنتجیو تشکیل شد. اعضای گروه از طریق «لیگ بازیگران» فنتجیو، برنامه‌ای برای کشف بازیگران مشتاق انتخاب شدند و پیش از آغاز فعالیتشان، به مدت دو سال کارآموز بودند.